# Blue (rivista)
Blue è stata una rivista antologica di fumetti erotici, pubblicata in Italia da vari editori dal gennaio 1991 fino al dicembre 2009.
Venne pubblicata per 200 numeri, arrivando a vendere 20 000 copie a numero.

## Storia editoriale
Fondata da Francesco Coniglio, che ne fu anche editore, si occupava di erotismo nelle sue diverse espressioni ma con particolare attenzione per il mondo dei fumetti erotici.
Ha pubblicato opere di noti autori come Milo Manara, Jean Giraud, Roberto Baldazzini, Giovanna Casotto, Filippo Scozzari, Gipi, Silvio Cadelo.
Nel 1999 dall'esperienza del progetto della rivista Blue è derivato il progetto della rivista mensile X Comics, orientata espressamente al mondo del fumetto porno e con tematiche più spinte rispetto a Blue.
Nel marzo 2010 la Coniglio Editore ne ha cessato le pubblicazioni lanciando al suo posto una nuova rivista, Touch sempre bimestrale ma che ebbe breve durata.